# Petersen Island
Petersen Island ist eine Insel vor der Mawson-Küste des ostantarktischen Mac-Robertson-Lands. Sie ist die größte und nördlichste der Jocelyn-Inseln in der Holme Bay.
Luftaufnahmen, die bei der Lars-Christensen-Expedition 1936/37 entstanden, dienten norwegischen Kartografen für die Kartierung der Insel. Das Antarctic Names Committee of Australia benannte sie nach dem dänischen Kapitän Hans Christian Petersen, Schiffsführer der Kista Dan (1952–1958 und 1957–1958) und der Thala Dan (1958–1961) bei Kampagnen der Australian National Antarctic Research Expeditions.